# 桃色、大好き!
『桃色、大好き!』（ももいろ、だいすき）は、森山塔による日本の成人向け漫画作品。日正堂（セクシータイム5月増刊号）より単行本が出版された。

## 収録
- コーフン模様
- 先生、見てよね
- 淫行かしら
- オニャン子検査
- ザーメン兄弟
- おとなも見てるでしょ
- 制服いじめ
- とらわれ下半身

## 単行本
全1巻 (A5) 。
- 1987年5月15日発行